# Siegfried Kappe-Hardenberg
Siegfried Kappe-Hardenberg, eigentlich Siegfried Kappe, (* 9. Februar 1915 in Hardenberg; † 25. Mai 1989) war ein deutscher Journalist und Verleger.

## Leben
Kappe-Hardenberg wurde als Siegfried Kappe geboren. Den Namenszusatz „Hardenberg“ nach seinem Geburtsort legte er sich 1948 zu.
Kappe war ein Sohn des Friedrich Wilhelm Kappe und seiner Ehefrau Emilie, geborene Voss. Nach vier Jahren Volksschule besuchte er anschließend neun Jahre ein Realgymnasium, das er mit dem Abitur verließ.
In den 1930er Jahren begann Kappe, als Journalist zu arbeiten. Erste Anstellungen fand er bei der Velberter Zeitung sowie bei einer Zeitung in Düsseldorf. Vom 6. April 1936 bis 25. März 1939 leistete er Militärdienst bei der Luftwaffe. Am 31. August 1937 beantragte er die Aufnahme in die NSDAP und wurde rückwirkend zum 1. Mai 1937 unter der Berufsbezeichnung „Schriftleiter“ aufgenommen (Mitgliedsnummer 4.696.622). In seinem Entnazifizierungsverfahren leugnete er die Mitgliedschaft in der NSDAP, erklärte allerdings, bereits 1933 „parteiorganisatorisch erfasst“ worden zu sein. In die Allgemeine SS war er zum 15. Februar 1934 eingetreten (SS-Nummer 144.344).
Zum 1. April 1939 trat Kappe als Schriftleiter in den Dienst der Egerer Zeitung, einer in Eger im Sudetenland erscheinenden deutschsprachigen Tageszeitung.
Während des Zweiten Weltkriegs wurde Kappe von 1940 bis 1944 als Kriegsberichter („Einsatzführer Wort“) in verschiedenen Propagandakompanien (PK) eingesetzt. Auf dem Kriegsschauplatz auf der Insel Kreta im Jahr 1941 berichtete er beispielsweise über den Boxer Max Schmeling und seinen Einsatz als Fallschirmjäger in der Luftlandeschlacht um Kreta. 1942 publizierte er als PK-Angehöriger den Artikel „So wirkt das Vorbild weiter – Das Vermächtnis des Jagdfliegers Werner Mölders“, der in der Zeitschrift Der Adler erschien (Nr. 25, 1942 vom 8. Dezember). Ferner gehen aus den Akten Einsätze Kappes in Jugoslawien (1941) und Rumänien (1944) hervor.
Zum Ende des Zweiten Weltkriegs geriet Kappe in alliierte Kriegsgefangenschaft. Nach seiner Entlassung tauchte er zunächst in einem Dorf im Siegerland unter. Er nannte sich nun Siegfried K. Hardenberg. Im dortigen Entnazifizierungsverfahren bezeichnete er sich als „Schauspieler und Schriftsteller“, ohne dafür Hinweise in seiner für das Verfahren angelegten Biografie vorzulegen.
Kappe begann erneut als freier Journalist zu arbeiten. 1949 wurde er als Chefredakteur der nach dem Verbot der Heimatzeitungen gerade wieder zugelassenen Siegener Zeitung eingestellt, allerdings nur für zwei Wochen. In der Folge war er Chefredakteur weiterer Zeitungen und Zeitschriften an anderen Orten.
Am 1. Juli 1958 gründete Kappe-Hardenberg in Kettwig den Verlag blick + bild (blick + bild, Verlag für politische Bildung, S. Kappe KG), dessen Inhaber und Verlagsleiter er wurde. In den ersten Jahren seines Bestehens publizierte der Verlag, der spätestens 1968 seinen Sitz in Velbert hatte, Städte- und Kreismonographien, heimatgeschichtliche Werke und Festschriften für die Industrie. Während seiner Kettwiger Zeit saß Kappe-Hardenberg von 1961 bis 1964 für die CDU im Kreistag des Kreises Düsseldorf-Mettmann.
1962 übernahm Kappe-Hardenberg den Verlag für politische Bildung Dr. Kämmerer, den er in seinen eigenen Verlag integrierte. Mit dem Verlag Kämmerer erwarb Kappe-Hardenberg auch die Verlagsrechte für die deutsche Ausgabe der Dokumente von Malta und der Konferenz von Jalta und erweiterte das Verlagsprogramm: 1964 wurde dieses durch die Einführung der Paperbackreihe Im Mittelpunkt der Diskussion und durch die Aufnahme von Belletristik und Bildbänden weiter ausgedehnt.
Die Dokumentation deutschsprachiger Verlage von 1968 und 1974 listet u. a. folgende Personen als Hauptautoren von Kappe-Hardenbergs Verlag auf: Alexander Evertz, Nerin E. Gun, Sven Hassel, Edwin Erich Dwinger, Friedrich Lenz, Henry Picker, Gustav Sichelschmidt, Saint Loup, Erich Stockhorst, Jurij A. Treguboff, Robert Jan Verbelen, Hans Otto Wesemann und Fritz Wiedemann.
Eine Anzahl der in Kappe-Hardenbergs Verlag publizierenden Autoren wurde von Kritikern dem rechtsextremistischen Spektrum zugeordnet. Kappe-Hardenberg selbst gehörte zudem der vom Justizministerium als rechtsextremistisch eingeschätzten Gesellschaft für Freie Publizistik an.
Daneben betätigte sich Kappe-Hardenberg auch selbst als Autor. So verfasste er u. a. die Streitschrift Wohin treibt Deutschland? von 1973. Ferner veröffentlichte er das Buch Ein Mythos wird zerstört über den Spanischen Bürgerkrieg und den Luftangriff auf Gernika. Walther L. Bernecker ordnet es in jene „pseudo-historischen Darstellungen aus dem rechten Lager“ ein, deren Hauptabsicht in „einer möglichst weitgehenden Entlastung der deutschen Position“ liege. Es liefere „stereotype Wiederholungen wissenschaftlich längst widerlegter Behauptungen“. Laut Birgit Aschmann betreibt dieses Buch Legendenpflege und vermittelt die „alte franquistisch-nationalsozialistische Sicht“ auf den Spanischen Bürgerkrieg.
Seine letzten Lebensjahre verbrachte Kappe-Hardenberg in Spanien. Von dort aus schrieb er weiterhin für Zeitschriften der deutschen Rechten. So meldete er sich anlässlich des Todes von Rudolf Heß im Jahr 1987 mit zwei Beiträgen in einer Sondernummer der rechtsextremen Zeitschrift Nation und Europa zu Wort. In dem Artikel „Rudolf Heß ist tot - nun ist er frei“ bezweifelte er Legalität und Legitimität des Nürnberger Urteils gegen Heß aus dem Jahr 1946: „Siegerjustiz und Rache begruben ihn lebendig in Spandau […]“. Er behauptete, dass zahlreiche Spanier anlässlich der Nachricht von Heß’ Tod öffentlich ihre Solidarität bekundet hätten. Er schloss sich der Legendenbildung zu einer „Integrationsfigur vieler Rechtsradikaler“ an.
Kappe publizierte mehrfach politische Beiträge im revisionistischen Ostpreußenblatt. 1978 schrieb er aus Anlass des ersten Todestags des Schriftstellers Frank Thiess einen umfangreichen Artikel, der sich gegen die „Kollektivschuldthese“ wandte. 1988 erschien ein Beitrag „Der Ungeist von Jalta“, mit dem der Verfasser zugleich Werbung für seine entsprechende Buchveröffentlichung betrieb.

## Veröffentlichungen
- Männer im Hintergrund. Tag und Nacht unermüdlich – so arbeitet das Bodenpersonal unserer Luftwaffe. In: Der Adler vom 1. Oktober 1940[19]
- „Mitten im Ziel saßen die Bomben. Deutsche Kampfflugzeuge über England – Jäger greifen uns an!“, in: Junge Welt. Ein Jahrbuch für unsere Jungen. Erzählungen aus Krieg und Frieden, Interessantes aus Natur und Geschichte, Beschäftigungen, Sport und Spiel, Bd. 5 (1941), S. 94–105
- Fallschirmjäger auf Kreta, in: Der Nürnberger Kalendermann für das Jahr 1942, F. Willmy, Nürnberg 1942
- PK Bericht der Kriegsberichter Helmut Grosse (Bild) und Siegfried Kappe (Text): Das Ende eines Britentankers – Luftwaffe zerschlägt Nachschub für Nordafrika. In: Der Adler Nr. 25 vom 8. Dezember 1942
- Das Herz des märkischen Sauerlandes, Dortmunder Zeitschriftenverlag, Dortmund 1953
- Das Buch des Kreises Altena, Selbstverlag der Kreisverwaltung Altena in Westf., Altena 1953
- Im Kranz bewaldeter Höhen. Das Siegerland. Monographie des Wirtschaftsraumes Siegen, Olpe, Wittgenstein, Dortmunder Zeitschriftenverlag Schinker, Dortmund 1955
- (zusammen mit Erhard Krieger und dem Verkehrsverein Velbert e.V.) Velbert. Die Industriestadt Niederbergs zwischen Rhein, Ruhr und Wupper, Verlag des Verkehrsvereins, Velbert 1956
- (als Herausgeber) Wohin treibt Deutschland?, Blick und Bild, Velbert 1973
- Ein Mythos wird zerstört. Der Spanische Bürgerkrieg, Guernica und die antideutsche Propaganda, Kurt Vowinckel Verlag, Berg am Starnberger See 1987
- Das Leben für die Freiheit. Die deutsche Erhebung 1813. 36 Dokumente der Freiheitskriege in Faksimiledrucken ; Aufrufe, Erlasse, Flugschriften, Lieder und Zeitungen, Türmer Verlag, Berg am Starnberger See 1989
- Land zwischen Ruhr und Lenne. Das Buch des Landkreises und der Stadt Iserlohn, hrsg. von der Kreis- und Stadtverwaltung Iserlohn, Dortmunder Zeitschriftenverlag, Dortmund 1954
- (und andere) Rudolf Heß, Nation und Europa – Deutsche Monatshefte, Sondernummer Oktober 1987, Türmer Verlag, Straubing 1987
- Die Jalta-Dokumente: Roosevelt, Churchill und Stalin auf der Krimkonferenz im Februar 1945; ausgewählte Dokumente vom 17. Juli 1944 bis 3. Juni 1945; deutsche Ausgabe nach der Anfang 1956 in Buchform erschienen Originalausgabe des amerikanischen Außenministeriums. Druffel-Verlag, Leoni am Starnberger See 1987